# Promi Big Brother – Die Late Night Show
Promi Big Brother – Die Late Night Show ist eine Live-Late-Night-Show, die im Rahmen der Sendung Promi Big Brother von August 2014 bis August 2020 auf dem privaten Fernsehsender sixx und seit August 2021 auf Sat.1 ausgestrahlt wird. Während der ersten Staffel lief die Sendung unter dem Titel Promi Big Brother – Late Night Live. Zum Start der neunten Staffel war die Sendung täglich nach der Hauptsendung auf Sat.1 zu sehen.
Jeweils ab Mitternacht kommentieren Jochen Bendel und Melissa Khalaj die aktuell laufende Staffel von Promi Big Brother. Außerdem sprechen die beiden Moderatoren mit Gästen über die Bewohner und über das Geschehen im Promi-Big-Brother-Haus. In der dritten Staffel wurden die Duelle aus der Duell-Arena zwischen den beiden Moderatoren ähnlich nachgespielt. Während der achten Staffel vertrat Romina Langenhan von Folge 7–13 Melissa Khalaj. Jochen Bendel wurde währenddessen in Folge 7 von Aaron Troschke vertreten.

## Geschichte
| Jahr | Staffel | Interpret                         | Titel              |
| ---- | ------- | --------------------------------- | ------------------ |
| 2014 | 1       | Ingrid Michaelson                 | Afterlife          |
| 2015 | 2       | Years & Years                     | Shine              |
| 2016 | 3       | Juno17                            | Rebellen           |
| 2018 | 4       | Brenner                           | Alles was ich will |
| 2019 | 5       | Johannes Oerding                  | An guten Tagen     |
| 2020 | 6       | Lotte                             | Mehr davon         |
| 2021 | 7       | David Hasselhoff                  | The Passenger      |
| 2022 | 8       | Herr Wolfschmidt                  | Es geht um Alles   |
| 2023 | 9       | Die Bewohner der elften Staffel   | Großer Bruder 2K23 |
| 2024 | 10      | Die Bewohner der zwölften Staffel | Großer Bruder 2K24 |

Von 2003 bis 2005 gab es neben der dritten, vierten und fünften Staffel von Big Brother unter dem Titel Nachtfalke eine ähnliche Show mit Jochen Bendel auf Tele 5. Die Show war mit bis zu 500.000 Zuschauern eines der erfolgreichsten Programme des Senders.
Die Sendung wurde erstmals im August 2014 begleitend zur Sendung Promi Big Brother ausgestrahlt. Auch 2015 und 2016 wurde die Sendung produziert.
Die Show wurde im Jahr 2017 nicht verlängert, da unter anderem Jochen Bendel für die Hauptshow verpflichtet wurde. Stattdessen wurde eine Late-Night-Show mit dem Titel Promi Big Brother – Late Show auf promibigbrother.de sowie in der SAT.1 – Live TV und Mediathek-App übertragen. Diese wurden von Melissa Khalaj und Aaron Troschke moderiert.
Nach dieser einjährigen Pause wurde die Show um eine vierte Staffel verlängert. Sie wurde ab dem 17. August 2018 wieder von Jochen Bendel und Melissa Khalaj moderiert sowie im Anschluss an die Hauptsendung auf dem privaten Fernsehsender sixx ausgestrahlt. Seither wurde sie auch in den darauffolgenden Jahren produziert.
Am 28. sowie am 31. Juli 2020 wurde die Webshow Schnatterrunde auf Facebook und IGTV, dem Videoportal von Instagram, veröffentlicht. In den fünf- bis sieben minütigen Folgen kommentierten und diskutierten Melissa Khalaj und Jochen Bendel mit wechselnden Gästen wie Julian F. M. Stoeckel oder Désirée Nick über alle Spekulationen, wer an der achten Staffel der Show teilnehmen könnte.
Während der neunten Staffel wurde am 22. August 2021 ein Special namens Best of Promi Big Brother: GAGAlaktisch gut auf sixx ausgestrahlt.

## Episodenliste

### Staffel 1
| Staffel 1 (2. Staffel Promi BB) | Staffel 1 (2. Staffel Promi BB) | Staffel 1 (2. Staffel Promi BB)                                                          | Staffel 1 (2. Staffel Promi BB) | Staffel 1 (2. Staffel Promi BB) |
| Nr. (gesamt)                    | Nr. (Staffel)                   | Studiogäste                                                                              | Datum                           | Dauer                           |
| ------------------------------- | ------------------------------- | ---------------------------------------------------------------------------------------- | ------------------------------- | ------------------------------- |
| 01                              | 1                               | Vanessa Blumhagen                                                                        | 15. August 2014                 | 090 Min.                        |
| 02                              | 2                               | Ingo Wohlfeil                                                                            | 16. August 2014                 | 089 Min.                        |
| 03                              | 3                               | Julian F. M. Stoeckel                                                                    | 17. August 2014                 | 089 Min.                        |
| 04                              | 4                               | Cindy aus Marzahn                                                                        | 18. August 2014                 | 090 Min.                        |
| 05                              | 5                               | Prinzessin Antonia zu Schaumburg-Lippe-Nachod, Prinz Waldemar zu Schaumburg-Lippe-Nachod | 19. August 2014                 | 090 Min.                        |
| 06                              | 6                               | Paula Lambert                                                                            | 20. August 2014                 | 090 Min.                        |
| 07                              | 7                               | Peter Brückner (Ehemann von Mia Julia Brückner), Alida Kurras                            | 21. August 2014                 | 090 Min.                        |
| 08                              | 8                               | Janina Youssefian, Vanessa Blumhagen                                                     | 22. August 2014                 | 096 Min.                        |
| 09                              | 9                               | Mario-Max Prinz zu Schaumburg-Lippe                                                      | 23. August 2014                 | 091 Min.                        |
| 10                              | 10                              | Ela Tas                                                                                  | 24. August 2014                 | 096 Min.                        |
| 11                              | 11                              | Liz Baffoe                                                                               | 25. August 2014                 | 090 Min.                        |
| 12                              | 12                              | Mia Julia Brückner                                                                       | 26. August 2014                 | 091 Min.                        |
| 13                              | 13                              | Alexandra Rietz                                                                          | 27. August 2014                 | 090 Min.                        |
| 14                              | 14                              | Hubert Kah, Ingo Wohlfeil                                                                | 28. August 2014                 | 098 Min.                        |
| Anmerkungen: 1.                 |                                 |                                                                                          |                                 |                                 |

### Staffel 2
| Staffel 2 (3. Staffel Promi BB) | Staffel 2 (3. Staffel Promi BB) | Staffel 2 (3. Staffel Promi BB) | Staffel 2 (3. Staffel Promi BB) | Staffel 2 (3. Staffel Promi BB) |
| Nr. (gesamt)                    | Nr. (Staffel)                   | Studiogäste | Datum                           | Dauer                           |
| ------------------------------- | ------------------------------- | --- | ------------------------------- | ------------------------------- |
| 15                              | 1                               | Gina-Lisa Lohfink, Vanessa Blumhagen                                                                                               | 14. August 2015                 | 090 Min.                        |
| 16                              | 2                               | Jochen Schropp, Julian F. M. Stoeckel                                                                                              | 15. August 2015                 | 086 Min.                        |
| 17                              | 3                               | Oliver Sanne | 16. August 2015                 | 090 Min.                        |
| 18                              | 4                               | Aaron Troschke, Janina Youssefian                                                                                                  | 17. August 2015                 | 090 Min.                        |
| 19                              | 5                               | Paula Lambert | 18. August 2015                 | 092 Min.                        |
| 20                              | 6                               | Rocco Stark, Ulrich Schmitz | 19. August 2015                 | 090 Min.                        |
| 21                              | 7                               | Olivia Jones | 20. August 2015                 | 093 Min.                        |
| 22                              | 8                               | Daniel Köllerer, Vanessa Blumhagen                                                                                                 | 21. August 2015                 | 094 Min.                        |
| 23                              | 9                               | Michael Ammer, Jochen Schropp | 22. August 2015                 | 095 Min.                        |
| 24                              | 10                              | Judith Hildebrandt, Suzan Odonkor, Julian F. M. Stoeckel                                                                           | 23. August 2015                 | 088 Min.                        |
| 25                              | 11                              | Wilfried Gliem, Anja Schüte, Aurelio Savina                                                                                        | 24. August 2015                 | 093 Min.                        |
| 26                              | 12                              | Aaron Troschke, Daniel Grunenberg und Carolin Niemczyk von der Band Glasperlenspiel (Live-Musik: Glasperlenspiel – „Geiles Leben“) | 25. August 2015                 | 092 Min.                        |
| 27                              | 13                              | Nina Kristin Fiutak | 26. August 2015                 | 090 Min.                        |
| 28                              | 14                              | Désirée Nick | 27. August 2015                 | 095 Min.                        |
| 29                              | 15                              | Julia Jasmin „JJ“ Rühle, Sarah Nowak, Nino de Angelo, Menowin Fröhlich, David Odonkor                                              | 28. August 2015                 | 059 Min.                        |
| Anmerkungen: 1.                 |                                 | |                                 |                                 |

### Staffel 3
| Staffel 3 (4. Staffel Promi BB) | Staffel 3 (4. Staffel Promi BB) | Staffel 3 (4. Staffel Promi BB)                               | Staffel 3 (4. Staffel Promi BB) | Staffel 3 (4. Staffel Promi BB) |
| Nr. (gesamt)                    | Nr. (Staffel)                   | Studiogäste                                                   | Datum                           | Dauer                           |
| ------------------------------- | ------------------------------- | ------------------------------------------------------------- | ------------------------------- | ------------------------------- |
| 30                              | 1                               | Aaron Troschke                                                | 2. September 2016               | 101 Min.                        |
| 31                              | 2                               | Jochen Schropp                                                | 3. September 2016               | 085 Min.                        |
| 32                              | 3                               | Christian Tews                                                | 4. September 2016               | 095 Min.                        |
| 33                              | 4                               | David Odonkor, Suzan Odonkor, Désirée Nick                    | 5. September 2016               | 102 Min.                        |
| 34                              | 5                               | Paula Lambert, Paul Janke                                     | 6. September 2016               | 095 Min.                        |
| 35                              | 6                               | Sarah Nowak                                                   | 7. September 2016               | 094 Min.                        |
| 36                              | 7                               | Sophia Wollersheim                                            | 8. September 2016               | 087 Min.                        |
| 37                              | 8                               | Dolly Dollar, Nino de Angelo                                  | 9. September 2016               | 096 Min.                        |
| 38                              | 9                               | Stephen Dürr                                                  | 10. September 2016              | 097 Min.                        |
| 39                              | 10                              | Robin Bade                                                    | 11. September 2016              | 086 Min.                        |
| 40                              | 11                              | Marcus von Anhalt, Julian F. M. Stoeckel                      | 12. September 2016              | 092 Min.                        |
| 41                              | 12                              | Mia Julia Brückner                                            | 13. September 2016              | 092 Min.                        |
| 42                              | 13                              | Isa Jank, Joachim Witt                                        | 14. September 2016              | 087 Min.                        |
| 43                              | 14                              | Désirée Nick, Frank Stäbler                                   | 15. September 2016              | 096 Min.                        |
| 44                              | 15                              | Ben Tewaag, Cathy Lugner, Mario Basler, Natascha Ochsenknecht | 16. September 2016              | 100 Min.                        |
| Anmerkungen: 1.                 |                                 |                                                               |                                 |                                 |

### Staffel 4
| Staffel 4 (6. Staffel Promi BB) | Staffel 4 (6. Staffel Promi BB) | Staffel 4 (6. Staffel Promi BB)                                 | Staffel 4 (6. Staffel Promi BB) | Staffel 4 (6. Staffel Promi BB) |
| Nr. (gesamt)                    | Nr. (Staffel)                   | Studiogäste                                                     | Datum                           | Dauer                           |
| ------------------------------- | ------------------------------- | --------------------------------------------------------------- | ------------------------------- | ------------------------------- |
| 45                              | 1                               | Micaela Schäfer                                                 | 17. August 2018                 | 070 Min.                        |
| 46                              | 2                               | Yeliz Koç, Carina Spack                                         | 18. August 2018                 | 075 Min.                        |
| 47                              | 3                               | Ingo Wohlfeil, Dominik Jurczek                                  | 19. August 2018                 | 090 Min.                        |
| 48                              | 4                               | Sarafina Wollny und Peter Heck, Marlene Lufen                   | 20. August 2018                 | 090 Min.                        |
| 49                              | 5                               | Claudia Obert, Evelyn Burdecki                                  | 21. August 2018                 | 076 Min.                        |
| 50                              | 6                               | Paula Lambert, Julian F. M. Stoeckel                            | 22. August 2018                 | 077 Min.                        |
| 51                              | 7                               | Ben Tewaag, Dennis und Benjamin „Benni“ Wolter                  | 23. August 2018                 | 073 Min.                        |
| 52                              | 8                               | Pascal Behrenbruch, Vanessa Blumhagen                           | 24. August 2018                 | 058 Min.                        |
| 53                              | 9                               | Mike Shiva, Natascha Ochsenknecht                               | 25. August 2018                 | 070 Min.                        |
| 54                              | 10                              | Nicole Belstler-Boettcher                                       | 26. August 2018                 | 079 Min.                        |
| 55                              | 11                              | Kristina Yantsen, Umut Kekilli                                  | 27. August 2018                 | 091 Min.                        |
| 56                              | 12                              | Cora Schumacher, Ado Kojo, Jochen Schropp                       | 28. August 2018                 | 091 Min.                        |
| 57                              | 13                              | Katja Krasavice                                                 | 29. August 2018                 | 085 Min.                        |
| 58                              | 14                              | Johannes Haller                                                 | 30. August 2018                 | 085 Min.                        |
| 59                              | 15                              | Silvia Wollny, Chethrin Schulze, Alphonso Williams, Daniel Völz | 31. August 2018                 | 056 Min.                        |
| Anmerkungen: 1.                 |                                 |                                                                 |                                 |                                 |

### Staffel 5
| Staffel 5 (7. Staffel Promi BB) | Staffel 5 (7. Staffel Promi BB) | Staffel 5 (7. Staffel Promi BB)                                 | Staffel 5 (7. Staffel Promi BB) | Staffel 5 (7. Staffel Promi BB) |
| Nr. (gesamt)                    | Nr. (Staffel)                   | Studiogäste                                                     | Datum                           | Dauer                           |
| ------------------------------- | ------------------------------- | --------------------------------------------------------------- | ------------------------------- | ------------------------------- |
| 60                              | 1                               | Jens Hilbert, Thomas Behrend, Ramona Elsener                    | 09. August 2019                 | 104 Min.                        |
| 61                              | 2                               | Bert Wollersheim, Silvia Wollny                                 | 10. August 2019                 | 081 Min.                        |
| 62                              | 3                               | Jürgen Milski, Jochen Schropp, Marlene Lufen, Claudia Obert     | 11. August 2019                 | 081 Min.                        |
| 63                              | 4                               | Paul-Henry Duval, Evelyn Weigert                                | 12. August 2019                 | 080 Min.                        |
| 64                              | 5                               | Sebastian und Philipp Meichsner von Bullshit TV, Raffaela Zollo | 13. August 2019                 | 086 Min.                        |
| 65                              | 6                               | Sharon und Marta Trovato, Aaron Troschke                        | 14. August 2019                 | 073 Min.                        |
| 66                              | 7                               | Natascha Beil, Chethrin Schulze                                 | 15. August 2019                 | 082 Min.                        |
| 67                              | 8                               | Eva Benetatou, Ramona Elsener                                   | 16. August 2019                 | 081 Min.                        |
| 68                              | 9                               | Zlatko Trpkovski, Ben Tewaag                                    | 17. August 2019                 | 081 Min.                        |
| 69                              | 10                              | Jürgen Trovato, Mathieu Carrière                                | 18. August 2019                 | 085 Min.                        |
| 70                              | 11                              | Ginger Costello-Wollersheim, Chris Manazidis                    | 19. August 2019                 | 090 Min.                        |
| 71                              | 12                              | Sylvia Leifheit, Natascha Ochsenknecht                          | 20. August 2019                 | 084 Min.                        |
| 72                              | 13                              | Lilo von Kiesenwetter, Janina Youssefian                        | 21. August 2019                 | 082 Min.                        |
| 73                              | 14                              | Almklausi, Claudia Effenberg                                    | 22. August 2019                 | 085 Min.                        |
| 74                              | 15                              | Theresia Fischer, Tobias Wegener, Joey Heindle, Janine Pink     | 23. August 2019                 | 061 Min.                        |
| Anmerkungen: 1.                 |                                 |                                                                 |                                 |                                 |

### Staffel 6
| Staffel 6 (8. Staffel Promi BB) | Staffel 6 (8. Staffel Promi BB) | Staffel 6 (8. Staffel Promi BB)                                   | Staffel 6 (8. Staffel Promi BB) | Staffel 6 (8. Staffel Promi BB) |
| Nr. (gesamt)                    | Nr. (Staffel)                   | Studiogäste                                                       | Datum                           | Dauer                           |
| ------------------------------- | ------------------------------- | ----------------------------------------------------------------- | ------------------------------- | ------------------------------- |
| 75                              | 1                               | Yoncé Banks, Candy Crash, Claudia Effenberg                       | 07. August 2020                 | 078 Min.                        |
| 76                              | 2                               | Ginger Costello-Wollersheim, Markus Adams                         | 08. August 2020                 | 088 Min.                        |
| 77                              | 3                               | Claudia Obert, Cedric Beidinger                                   | 09. August 2020                 | 087 Min.                        |
| 78                              | 4                               | Claudia Kohde-Kilsch, Gülcan Kamps                                | 10. August 2020                 | 0 93 Min.                       |
| 79                              | 5                               | Lorenz Büffel, Michael Hirte                                      | 11. August 2020                 | 087 Min.                        |
| 80                              | 6                               | Natalia Osada, Natascha Ochsenknecht                              | 12. August 2020                 | 087 Min.                        |
| 81                              | 7                               | Julian F. M. Stoeckel, Lilo von Kiesenwetter                      | 13. August 2020                 | 089 Min.                        |
| 82                              | 8                               | Jasmin Tawil, Jens Knossalla                                      | 14. August 2020                 | 092 Min.                        |
| 83                              | 9                               | Tobias Wegener, Jochen Schropp, Marlene Lufen                     | 15. August 2020                 | 087 Min.                        |
| 84                              | 10                              | Janine Pink, Aaron Troschke, Chris Grey                           | 16. August 2020                 | 089 Min.                        |
| 85                              | 11                              | Alessia-Milane Herren, Willi Herren, Reiner Calmund, Jenny Elvers | 17. August 2020                 | 092 Min.                        |
| 86                              | 12                              | Chethrin Schulze, Jade Übach                                      | 18. August 2020                 | 089 Min.                        |
| 87                              | 13                              | Jens Hilbert, Chris Manazidis                                     | 19. August 2020                 | 087 Min.                        |
| 88                              | 14                              | Cora Schumacher, Marcel Avdic                                     | 20. August 2020                 | 088 Min.                        |
| 89                              | 15                              | Udo Bönstrup, Ginger Costello-Wollersheim, Bert Wollersheim       | 21. August 2020                 | 094 Min.                        |
| 90                              | 16                              | Adela Smajic, Yoncé Banks, Raffaela Zollo                         | 22. August 2020                 | 089 Min.                        |
| 91                              | 17                              | Sascha Heyna, Janina Youssefian, Matthias Mangiapane              | 23. August 2020                 | 088 Min.                        |
| 92                              | 18                              | Aaron Königs, Claudia Obert, Gina Beckmann                        | 24. August 2020                 | 091 Min.                        |
| 93                              | 19                              | Ramin Abtin, Julian F. M. Stoeckel, Lilo von Kiesenwetter         | 25. August 2020                 | 088 Min.                        |
| 94                              | 20                              | Simone Mecky-Ballack, Almklausi, Isi Glück                        | 26. August 2020                 | 087 Min.                        |
| 95                              | 21                              | Emmy Russ, Katy Bähm, Jochen Schropp, Marlene Lufen               | 27. August 2020                 | 092 Min.                        |
| 96                              | 22                              | Werner Hansch, Mischa Mayer, Kathy Kelly, Ikke Hüftgold           | 28. August 2020                 | 096 Min.                        |
| Anmerkungen: 1.                 |                                 |                                                                   |                                 |                                 |

### Staffel 7
| Staffel 7 (9. Staffel Promi BB) | Staffel 7 (9. Staffel Promi BB) | Staffel 7 (9. Staffel Promi BB)                                    | Staffel 7 (9. Staffel Promi BB) | Staffel 7 (9. Staffel Promi BB) |
| Nr. (gesamt)                    | Nr. (Staffel)                   | Studiogäste                                                        | Datum                           | Dauer                           |
| ------------------------------- | ------------------------------- | ------------------------------------------------------------------ | ------------------------------- | ------------------------------- |
| 97                              | 1                               | Sam Dylan, Miss Chantal, Kathy Kelly                               | 06. August 2021                 | 074 Min.                        |
| 98                              | 2                               | Dolly Buster, Julian F. M. Stoeckel                                | 07. August 2021                 | 080 Min.                        |
| 99                              | 3                               | Janine Pink, Grandmaster Sunshine                                  | 08. August 2021                 | 077 Min.                        |
| 100                             | 4                               | Anastasiya Avilova, Jade Übach                                     | 09. August 2021                 | 095 Min.                        |
| 101                             | 5                               | Cora Schumacher, Tobias Wegener                                    | 10. August 2021                 | 065 Min.                        |
| 102                             | 6                               | Heike Maurer, Mischa Mayer, Gisela Toennes                         | 11. August 2021                 | 084 Min.                        |
| 103                             | 7                               | Iris Abel, Kader Loth                                              | 12. August 2021                 | 083 Min.                        |
| 104                             | 8                               | Cinzia-Paulina Draeger, Petra Draeger, Gina-Lisa Lohfink           | 13. August 2021                 | 066 Min.                        |
| 105                             | 9                               | Marlene Lufen, Rafi Rachek, Jochen Schropp                         | 14. August 2021                 | 085 Min.                        |
| 106                             | 10                              | Ginger Costello-Wollersheim, Bert Wollersheim                      | 15. August 2021                 | 070 Min.                        |
| 107                             | 11                              | Eko Fresh, Pascal Kappés                                           | 16. August 2021                 | 081 Min.                        |
| 108                             | 12                              | Kate Merlan, Nico Schwanz                                          | 17. August 2021                 | 072 Min.                        |
| 109                             | 13                              | Dennis Aogo, Lilo von Kiesenwetter, Barbara „Babs“ Kijewski        | 18. August 2021                 | 080 Min.                        |
| 110                             | 14                              | Emmy Russ, Micaela Schäfer                                         | 19. August 2021                 | 068 Min.                        |
| 111                             | 15                              | Regina Halmich, Payton Ramolla, Gitta Saxx                         | 20. August 2021                 | 067 Min.                        |
| 112                             | 16                              | Aaron Königs, Mademoiselle Nicolette                               | 21. August 2021                 | 069 Min.                        |
| 113                             | 17                              | Lorenz Büffel, Chethrin Schulze                                    | 22. August 2021                 | 063 Min.                        |
| 114                             | 18                              | Jörg Draeger, Marc Eggers                                          | 23. August 2021                 | 063 Min.                        |
| 115                             | 19                              | Paco Steinbeck, Elena Gruschka, Max Lessmann                       | 24. August 2021                 | 080 Min.                        |
| 116                             | 20                              | Eric Sindermann, Daniela Büchner, Mia Julia Brückner               | 25. August 2021                 | 073 Min.                        |
| 117                             | 21                              | Julian F. M. Stoeckel, Natascha Ochsenknecht, Ina Aogo             | 26. August 2021                 | 083 Min.                        |
| 118                             | 22                              | Janine Pink, Papis Loveday, Olivia Jones, Uwe Abel, Melanie Müller | 27. August 2021                 | 048 Min.                        |
| Anmerkungen: 1.                 |                                 |                                                                    |                                 |                                 |

### Staffel 8
| Staffel 8 (10. Staffel Promi BB) | Staffel 8 (10. Staffel Promi BB) | Staffel 8 (10. Staffel Promi BB)                                                             | Staffel 8 (10. Staffel Promi BB) | Staffel 8 (10. Staffel Promi BB) |
| Nr. (gesamt)                     | Nr. (Staffel)                    | Studiogäste                                                                                  | Datum                            | Dauer                            |
| -------------------------------- | -------------------------------- | -------------------------------------------------------------------------------------------- | -------------------------------- | -------------------------------- |
| 119                              | 1                                | Gigi Birofio, Jenny Elvers, Marc Terenzi                                                     | 19. November 2022                | 078 Min.                         |
| 120                              | 2                                | Eva Benetatou, Thorsten Legat                                                                | 20. November 2022                | 055 Min.                         |
| 121                              | 3                                | Claudia Obert, Julian F. M. Stoeckel                                                         | 21. November 2022                | 070 Min.                         |
| 122                              | 4                                | Calvin Kleinen, Can Kaplan, LaFee                                                            | 22. November 2022                | 074 Min.                         |
| 123                              | 5                                | Diana Herold, Nadine Nana Miree, Paul Janke                                                  | 23. November 2022                | 070 Min.                         |
| 124                              | 6                                | Almklausi, Jeremy Fragrance, Alessia-Milane Herren, Christel Schäfer                         | 24. November 2022                | 079 Min.                         |
| 125                              | 7                                | Marco Heyne, Melody Haase, Tobias Wegener                                                    | 25. November 2022                | 062 Min.                         |
| 126                              | 8                                | Diana Schell, Cora Schumacher, Lorenz Büffel                                                 | 26. November 2022                | 065 Min.                         |
| 127                              | 9                                | Janine Pink, Luca Antonio Cinqueoncie, Aaron Königs                                          | 27. November 2022                | 065 Min.                         |
| 128                              | 10                               | Chethrin Schulze, Jörg Dahlmann, Gino Leone, Yasin Mohamed, Can Kaplan                       | 28. November 2022                | 079 Min.                         |
| 129                              | 11                               | Paulina Ljubas, Meike Emonts, Rafi Rachek                                                    | 29. November 2022                | 070 Min.                         |
| 130                              | 12                               | Catrin Heyne, Walentina Doronina, Can Kaplan, Xenia Prinzessin von Sachsen, Jens Hilbert     | 30. November 2022                | 073 Min.                         |
| 131                              | 13                               | Pascal Kappés, Lily Aikans, Nico Müller                                                      | 1. Dezember 2022                 | 074 Min.                         |
| 132                              | 14                               | Jeremy Fragrance, Jörg Knör, Sarina Simone Kolibal                                           | 2. Dezember 2022                 | 072 Min.                         |
| 133                              | 15                               | Tanja Tischewitsch, Justus Toussis, Luca Bazzanella, Mademoiselle Nicolette, Maurice Schmitz | 3. Dezember 2022                 | 080 Min.                         |
| 134                              | 16                               | Yvonne Woelke, Knossi, Walentina Doronina, Can Kaplan                                        | 4. Dezember 2022                 | 067 Min.                         |
| 135                              | 17                               | Jochen Schropp, Marlene Lufen, Doreen Steinert, Tanja Tischewitsch                           | 5. Dezember 2022                 | 070 Min.                         |
| 136                              | 18                               | Julian F. M. Stoeckel, Jessie Noe Scheuermann, Jennifer Iglesias, Lily Aikans                | 6. Dezember 2022                 | 064 Min.                         |
| 137                              | 19                               | Katy Karrenbauer, Sascha Sirtl, Kader Loth, Jay Khan                                         | 7. Dezember 2022                 | 073 Min.                         |
| 138                              | 20                               | Menderes Bağcı, Sam Dylan, Micaela Schäfer, Rainer Gottwald                                  | 8. Dezember 2022                 | 052 Min.                         |
| Anmerkungen: 1.                  |                                  |                                                                                              |                                  |                                  |

### Staffel 9
| Staffel 9 (11. Staffel Promi BB) | Staffel 9 (11. Staffel Promi BB) | Staffel 9 (11. Staffel Promi BB)                                                           | Staffel 9 (11. Staffel Promi BB) | Staffel 9 (11. Staffel Promi BB) |
| Nr. (gesamt)                     | Nr. (Staffel)                    | Studiogäste                                                                                | Datum                            | Dauer                            |
| -------------------------------- | -------------------------------- | ------------------------------------------------------------------------------------------ | -------------------------------- | -------------------------------- |
| 139                              | 1                                | Daniela Büchner, Yasin Mohamed, Carina Nagel                                               | 21. November 2023                | 053 Min.                         |
| 140                              | 2                                | Marc Eggers, Yvonne Woelke                                                                 | 21. November 2023                | 087 Min.                         |
| 141                              | 3                                | Karen Meyhöfer, Maurice Schmitz, Diana Schneider                                           | 23. November 2023                | 054 Min.                         |
| 142                              | 4                                | Calvin Kleinen, Cora Schumacher, Influencer Tobias                                         | 24. November 2023                | 069 Min.                         |
| 143                              | 5                                | Sam Dylan, Micaela Schäfer                                                                 | 25. November 2023                | 058 Min.                         |
| 144                              | 6                                | Patricia Blanco, Frank Fussbroich, Garry Secret, Yasmin Vogt                               | 26. November 2023                | 060 Min.                         |
| 145                              | 7                                | Jannik Kontalis, Kevin Schäfer, Tanja Tischewitsch                                         | 26. November 2023                | 073 Min.                         |
| 146                              | 8                                | Jens Knossalla, Max Kruse, Philo Kotnik, Anna Rossow, Giulia Siegel                        | 27. November 2023                | 084 Min.                         |
| 147                              | 9                                | Natascha Beil, Jenny Frankhauser, Jürgen Milski, Serkan Yavuz                              | 28. November 2023                | 073 Min.                         |
| 148                              | 10                               | Ron Bielecki, Elena Gruschka, Julian F. M. Stoeckel, Lars Tönsfeuerborn                    | 30. November 2023                | 083 Min.                         |
| 149                              | 11                               | Emmy Russ, Garry Secret, Lars Tönsfeuerborn, Manuela Wisbeck                               | 1. Dezember 2023                 | 071 Min.                         |
| 150                              | 12                               | Iris Klein, Aaron Königs, The Only Naomy                                                   | 2. Dezember 2023                 | 049 Min.                         |
| 151                              | 13                               | Eugen Lopez, Anna Rossow, Lisha Savage, Dominik Stuckmann, Tobias Wegener                  | 3. Dezember 2023                 | 077 Min.                         |
| 152                              | 14                               | Katy Karrenbauer, Dilara Kruse, Lorenz Büffel                                              | 4. Dezember 2023                 | 069 Min.                         |
| 153                              | 15                               | Peter Klein, Yeliz Koç, Paulina Ljubas, Matthias Mangiapane, Yasin Mohamed, Marco Strecker | 4. Dezember 2023                 | 047 Min.                         |
| Anmerkungen: 1.                  |                                  |                                                                                            |                                  |                                  |

### Staffel 10
| Staffel 10 (12. Staffel Promi BB) | Staffel 10 (12. Staffel Promi BB) | Staffel 10 (12. Staffel Promi BB)                                                 | Staffel 10 (12. Staffel Promi BB) | Staffel 10 (12. Staffel Promi BB) |
| Nr. (gesamt)                      | Nr. (Staffel)                     | Studiogäste                                                                       | Datum                             | Dauer                             |
| --------------------------------- | --------------------------------- | --------------------------------------------------------------------------------- | --------------------------------- | --------------------------------- |
| 154                               | 1                                 | Ilka Bessin, Sam Dylan                                                            | 7. Oktober 2024                   | 058 Min.                          |
| 155                               | 2                                 | Jasmin Herren, Philipp Bender, Christiane Lahouar                                 | 8. Oktober 2024                   | 064 Min.                          |
| 156                               | 3                                 | Maurice Dziwak, Peter Klein, Frauke Drathschmidt                                  | 9. Oktober 2024                   | 071 Min.                          |
| 157                               | 4                                 | Dilara Kruse, Garry Secret, Norbert Lange                                         | 10. Oktober 2024                  | 0 66 Min.                         |
| 158                               | 5                                 | Cosimo Citiolo, Gigi Birofio, Anouschka Renzi                                     | 11. Oktober 2024                  | 0 69 Min.                         |
| 159                               | 6                                 | Nico Schwanz, Janine Pink                                                         | 12. Oktober 2024                  | 0 72 Min.                         |
| 160                               | 7                                 | Sam Dylan, Tanja Tischewitsch, Enrico Elia                                        | 13. Oktober 2024                  | 0 62 Min.                         |
| 161                               | 8                                 | Verena Kerth, Bea Peters, Claudia Effenberg, Aaron Troschke, Christian Kugathasan | 14. Oktober 2024                  | 0 63 Min.                         |
| 162                               | 9                                 | Sinan Movez, Silva Gonzalez, Christin Okpara                                      | 15. Oktober 2024                  | 0 57 Min.                         |
| 163                               | 10                                | Cecilia Asoro, Chris Manazidis, Laura Morante                                     | 16. Oktober 2024                  | 0 59 Min.                         |
| 164                               | 11                                | Daniel Lopes, Matthias Mangiapane, Sarah Knappik                                  | 17. Oktober 2024                  | 0 61 Min.                         |
| 165                               | 12                                | Emmy Russ, Micaela Schäfer, Jochen Schropp, Marlene Lufen                         | 18. Oktober 2024                  | 0 66 Min.                         |
| 166                               | 13                                | Sarah Wagner, Mimi Fiedler, Patricia Blanco                                       | 19. Oktober 2024                  | 0 70 Min.                         |
| 167                               | 14                                | Max Kruse, Dilara Kruse, Lilo von Kiesenwetter, Lejla Höhn                        | 20. Oktober 2024                  | 0 73 Min.                         |
| 168                               | 15                                | Leyla Lahouar, Jochen Horst, Matthias Höhn, Alida Kurras, Mike Heiter             | 21. Oktober 2024                  | 0 75 Min.                         |
| Anmerkungen: 1.                   |                                   |                                                                                   |                                   |                                   |

### Einschaltquoten
| Staffel | Folgen  | Zuschauer | Zuschauer   | Marktanteil | Marktanteil | Quelle |
| Staffel | Folgen  | Gesamt    | 14–49 Jahre | Gesamt      | 14–49 Jahre | Quelle |
| ------- | ------- | --------- | ----------- | ----------- | ----------- | ------ |
| 1       | 1–14    | 0,38 Mio. | 0,17 Mio.   | 5,0 %       | 6,1 %       | [ 7 ]  |
| 2       | 15–29   | 0,42 Mio. | 0,18 Mio.   | 5,5 %       | 5,3 %       | [ 8 ]  |
| 3       | 30–44   | 0,33 Mio. | 0,13 Mio.   | 4,2 %       | 4,9 %       | [ 9 ]  |
| 4       | 45–59   | 0,48 Mio. | 0,21 Mio.   | 5,5 %       | 6,4 %       | [ 10 ] |
| 5       | 60–74   | 0,41 Mio. | 0,18 Mio.   | 5,1 %       | 6,1 %       | [ 11 ] |
| 6       | 75–96   | 0,31 Mio. | 0,12 Mio.   | 3,3 %       | 3,8 %       | [ 12 ] |
| 7       | 97–118  | 0,61 Mio. | 0,22 Mio.   | 7,4 %       | 9,1 %       | [ 13 ] |
| 8       | 119–138 | 0,64 Mio. | 0,20 Mio.   | 10,0 %      | 12,2 %      | [ 14 ] |

## Big Brother – Die Late Night Show
2020 wurde begleitend zur 13. Staffel von Big Brother, welche auf Sat.1 lief, eine Late Night Show auf sixx angekündigt. Diese lief vom 10. Februar 2020 bis zum 18. Mai 2020 immer montags und wurde wie die Promi-Ausgaben von Khalaj und Bendel moderiert. Der Ablauf und Inhalt war identisch zu Promi Big Brother – Die Late Night Show.